# وادي الحوارات
وادي الحوارات مكان سياحي خلاّب، يتبع إداريا محافظة البلقاء، يتمدد على ضفتي نهر الزرقاء ابتداء من الشرق وانحدارا نحو الغرب، حيث تنبسط أراضيه على ضفتي النهر الجنوبية والشمالية، ونستطيع أن نطلق مسمى وادي الحوارات على المنطقة التي تبدأ من الحدود الغربية لمحافظة جرش من جهة قرية الخشيبة ولغاية شرق قرية أبو الزيغان.

## جغرافيا
يبدأ الوادي من تلال الذهب الموقع الأثري الهام حيث تنفّذ السفارة السويسرية بعمّان حملات هامّة للتنقيبات الأثرية – شرقا دون منطقة الخيوف التي تتبع لبلدية الصباحية، لتبدأ حدود بلدية معدي الجديدة والتي يتبع لها إداريا، يتلوى هبوطا نحو الغرب مع التواءات النهر ليشكّل بساطا خلابا من شجيرات الطرفا والقصّيب والحلفا بالإضافة لشجيرات الدفلى ذات الأزهار البيضاء والزهرية.
يتابع الوادي انبساطه حتى يصل غربا لمحاذاة بصّة عواد والتي تقابل داير التركيّة حيث ينتهي الحد الجغرافي له.

## الزراعة
يتم زراعة أراضي الوادي بالخيار والبندورة والبصل كمحاصيل رئيسية حيث تمتاز منتجاته بالجودة العالية، كما وترعى جباله الأغنام والماعز وتتم تربية الأبقار في سهوله الخصبة حيث تجد المواشي في شجيرات نهره مراعي خصيبة.
من موقع الوادي يتم سحب مياه النهر في أنابيب ضخمة تحت الأرض يستفاد من مياهها في ري الأغوار بمزارعها التي تعتبر سلّة غذاء الأردن.

## السكان
يسكن الوادي عشيرة الحوارات - التي تنتمي لقبيلة عباد - حيث استمدّ المكان اسمه منها، وبقي من هذه العشيرة عوائل ممّن لا زالوا يقطنون الوادي وهم : الزيانبه، العواد، المخيمر، المسلم. بالإضافة للنعيمات ومجموعات من البدو من الجهالين والعزازمة.
من المواقع الهامة بالوادي : تلال الذهب، البدود، الضبعات، النصاريّة، صفاة عايد، داير المغارة، الخيمات، الموح، شكارة العبد، داير عوّاد، داير مسلم، داير التركيّة، الزقرطيّات.
تبدأ أراضي وجبال الوادي بالاكتساء بالنبات البري والأزهار العطرة منذ ديسمبر ولغاية نهاية أبريل وأشهر نباتاته هي الشليوية والخرفيش والقرّيص والصنيرية والخبيزة والمرّار والفرفحينة والجرجير والسميمنة وعريف الديك والضبح بالإضافة للخزامى والركف والدحنون والكلخ ويكثر فطر المشروم وخشيم العجل والكمأة في سهوله والجبال المحاذية له.